# Skins (album)
Pour les articles homonymes, voir Skins.
Albums de XXXTentacion
?
(2018) ? (Deluxe)
(2019)
Singles
1. Bad!
Sortie : 8 novembre 2018

Skins est le troisième album studio du rappeur américain XXXTentacion, sorti le 7 décembre 2018. Il s'agit du premier album posthume de l'artiste, diffusé six mois après son assassinat en juin 2018.
Son premier single, Bad!, est dévoilé le 8 novembre 2018.

## Liste des pistes
| 1.    | Introduction                | 0:31 |
| 2.    | Guardian angel              | 1:48 |
| 3.    | Train food                  | 2:44 |
| 4.    | woah (mind in awe)          | 2:37 |
| 5.    | Bad!                        | 1:34 |
| 6.    | STARING AT THE SKY          | 1:25 |
| 7.    | ONE MINUTE (ft. Kanye West) | 3:17 |
| 8.    | difference (interlude)      | 1:16 |
| 9.    | I don’t let go              | 2:01 |
| 10.   | what are you so afraid of   | 2:30 |
| 19:43 |                             |      |

## Ventes
En date du 24 mars 2019 plus de 483 000 copies de cet album se sont vendus dans le monde.

## Certifications
| Pays              | Certification | Unités certifiées |
| ----------------- | ------------- | ----------------- |
| États-Unis (RIAA) | Or            | 500 000           |